# Маґар (мова)
Маґар — тибето-бірманська мова, якою розмовляють переважно представники народу маґар на території Непалу (770 тис.) і Сіккіму. Мова поділяється на дві групи: західну та східну, і далі на місцеві діалекти.

## Ресурси Інтернету
- Magar (Eastern) [Архівовано 30 січня 2009 у Wayback Machine.]
- Magar (Western) [Архівовано 23 жовтня 2008 у Wayback Machine.]